# Eleutherodactylus johnstonei
Eleutherodactylus johnstonei är en groddjursart som beskrevs av Barbour 1914. Eleutherodactylus johnstonei ingår i släktet Eleutherodactylus och familjen Eleutherodactylidae. IUCN kategoriserar arten globalt som livskraftig. Inga underarter finns listade i Catalogue of Life.